# T'ung-shan She
T'ung-shan She (Chinees: 同善社, Hanyu pinyin: Tóngshàn Shè) is een religieuze groep, die bij
Xian Tian Tao hoort. Xian Tian Tao is een groep van religieuze groepen. Deze religieuze groepen zijn voor de eenheid van het boeddhisme en andere godsdiensten. De grootste van de Xian Tian Tao-groepen is I-Kuan Tao. T'ung-Shan She is in de Volksrepubliek China verboden. T'ung-shan She werd in 1912 gesticht.